# Дуравіно (Псковська область)
Дуравіно (рос. Дуравино) — присілок в Печорському районі Псковської області Російської Федерації.
Населення становить 64 особи. Входить до складу муніципального утворення Крупська волость.

## Історія
Від 2015 року входить до складу муніципального утворення Крупська волость.

## Населення
| 2001 | 2002 | 2010 |
| ---- | ---- | ---- |
| 72   | ↘60  | ↗64  |